# 見えざる街キーテジと聖女フェヴローニヤの物語
『見えざる街キーテジと聖女フェヴローニヤの物語』（みえざるまちキーテジとせいじょフェヴローニヤのものがたり、ロシア語: Сказание о невидимом граде Китеже и деве Февронии）は、ニコライ・リムスキー＝コルサコフが1903年から1905年ごろに作曲し、1907年に上演された全4幕のロシア語のオペラ。リムスキー＝コルサコフの生前に上演された最後のオペラである。
キーテジの街の伝説と、ムーロムのフェヴローニヤの伝説を組み合わせ、汎神論的な民話、モンゴルの侵略、キリスト教神秘主義を結合している。
しばしば「ロシアのパルジファル」と呼ばれ、実際明らかに『パルジファル』をモデルのひとつにしているが、『ニーベルングの指環』の影響も見られる。もちろん19世紀以来のロシアのオペラの伝統にも従っている。
演奏時間は3時間10分。

## 概要
『皇帝サルタンの物語』と同様ウラディーミル・ベリスキーによって書かれたリブレットは、いわゆる『キーテジ年代記』、パーヴェル・メーリニコフ（アンドレイ・ペチェルスキー）の小説『森の中で』、キルシャ・ダニーロフ(Кирша Данилов)によって収集された民謡・民話集、および『ムーロム公ピョートルとその妻フェヴローニヤの生涯』などの伝統的な物語を素材として使用している。作曲は1903年から1905年ごろまでかけて行われた。
1907年2月7日（グレゴリオ暦2月20日）、サンクトペテルブルクのマリインスキー劇場でフェリックス・ブルーメンフェルトの指揮によって初演された。初演の演奏は決して満足できるものではなかったが、おそらくこの作品がリムスキー＝コルサコフ最後の作品になるだろうと予測していた聴衆は喝采をもって迎えた。

## 楽器編成
フルート3（3番はピッコロ持ちかえ）、オーボエ2、コーラングレ、クラリネット3（3番はバスクラリネット持ちかえ）、ファゴット2、コントラファゴット、ホルン4、トランペット2、トロンボーン3、チューバ、ティンパニ、トライアングル、スネアドラム、タンバリン、スレイベル、シンバル、バスドラム、タムタム、鐘、チェレスタ（またはピアニーノ）、ハープ2、弦5部。

## 登場人物
- ユーリ・フセヴォロドヴィチ（バス）- キーテジ公（クニャージ）
- フセヴォロド・ユーリエヴィチ（テノール）- ユーリ公の息子
- フェヴローニヤ（ソプラノ）
- グリーシカ（テノール）- 大酒飲み
- フョードル（バリトン）
- ユーリ公の小姓（メゾソプラノ）
- 上流階級の人々（テノール、バス）
- グースリ弾き（バス）
- 熊使い（テノール）
- 歌うたいの乞食（バリトン）
- ブルンダイ（バス）、ベデャイ（バス）- タタールの兵士たち。
- シリン（ソプラノ）、アルコノスト（アルト）- 異形の鳥たち。

## あらすじ

### 第1幕
森の中に動物たちと隠棲するフェヴローニヤは、道に迷った狩人に出会う。ふたりは互いに恋におち、狩人はフェヴローニヤに結婚を申しこむ。探しにきた仲間の合唱が現れ、狩人は去るが、フェヴローニヤは彼が公子フセヴォロドであることをフョードルから知る。

### 第2幕

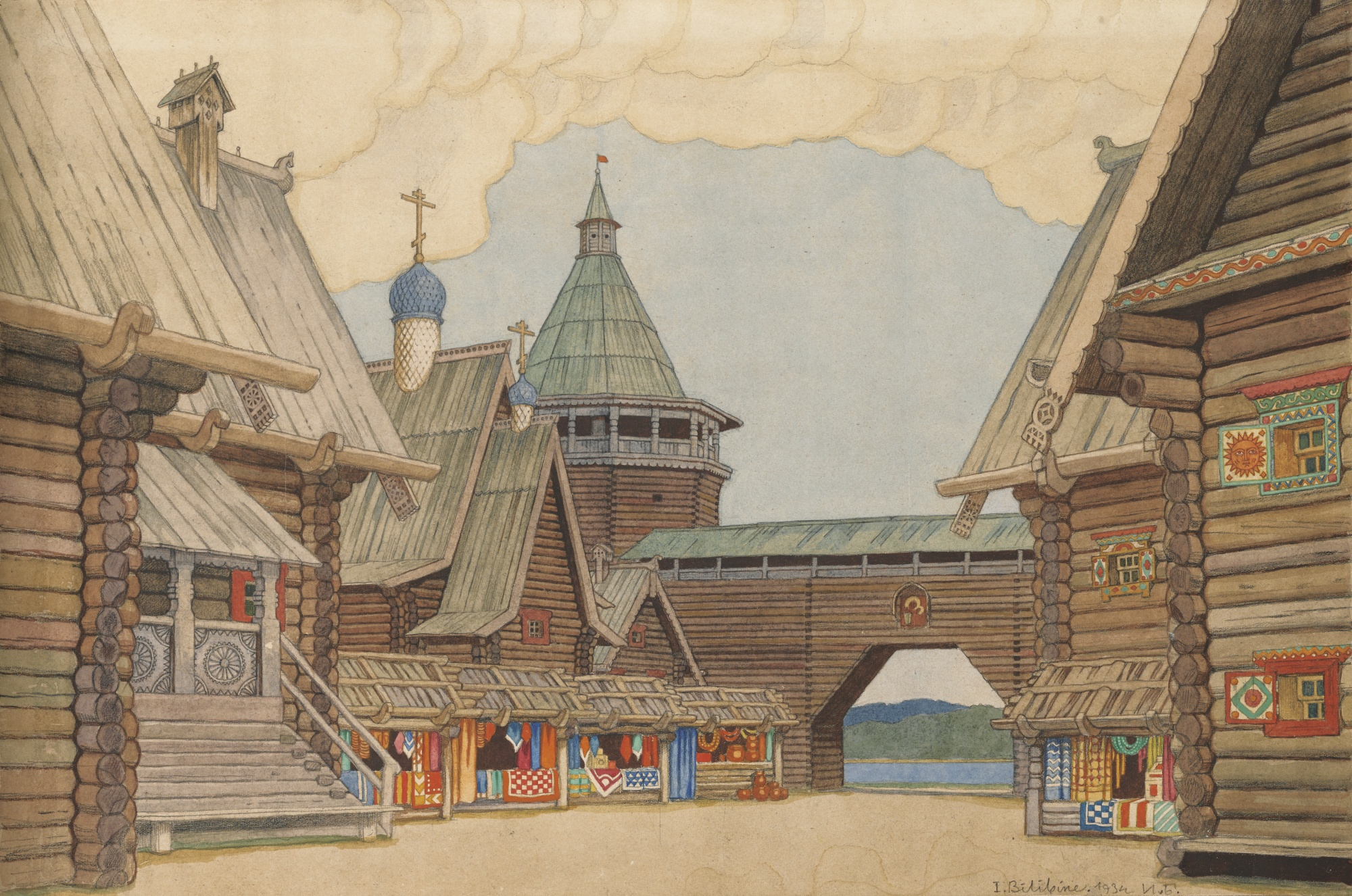
小キーテジのデザイン（イヴァン・ビリビン）

公子との婚礼のために大キーテジへ向かうフェヴローニヤの行列が途中で小キーテジを通ることになり、小キーテジの町ではお祭りさわぎになる。熊使いやグースリ弾きが歌う。上流階級の人々はこの結婚が身分違いで釣り合わないと思い、大酒飲みのグリーシカをそそのかして花嫁をからかわせようとする。婚礼の行列が到着し、グリーシカは花嫁を侮辱するがうまくいかない。
突然タタール人が襲う。タタール人はフェヴローニヤとグリーシカをさらい、グリーシカに大キーテジの街への道案内をさせる。フェヴローニヤは大キーテジがタタール人の目に見えなくなるように祈る。

### 第3幕
大キーテジの街。ユーリ公は人々を集め、タタールに襲われて盲目となったフョードルが敵の侵略について報告する。塔にのぼった小姓が敵の来襲を告げ、公子の率いる軍隊が迎撃に出陣する。軍隊が出ていった後、教会の鐘の音とともに街に金色の霧がたちこめる。ケルジェネツの戦いが管弦楽によって描写される。
スヴェトルイ・ヤール湖の手前にタタール人たちはやってくる。対岸に大キーテジが見えるはずだが、金色の霧のほかは何も見えないのでタタール人はグリーシカが誤った道を教えたと非難し、縛りあげる。タタール人たちはケルジェネツの戦いで公子が死んだことを語る。タタール人のブルンダイとベデャイはフェヴローニヤを取りあって争いとなり、ベデャイは斬られる。
タタール人たちが寝静まった後、フェヴローニヤはグリーシカを助けて逃げようとする。グリーシカは頭の中に鐘の音が聞こえておびえ、湖につっこもうとするが、湖に大キーテジの街が写っているのが見えて驚く。物音にタタール人たちが起きてくるが、彼らも見えざる街が湖に写っているのが見えて恐れおののく。

### 第4幕

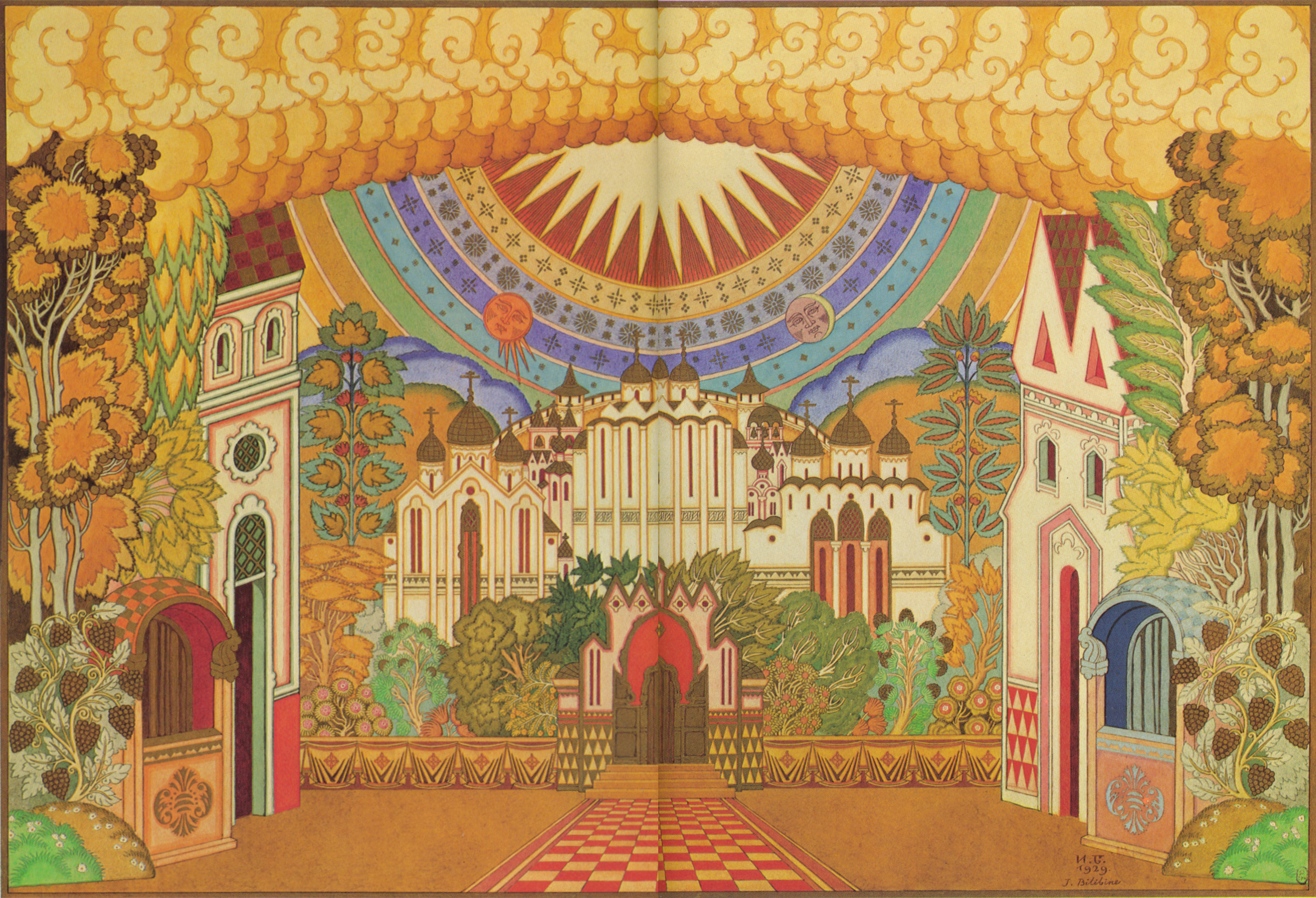
見えざる街のデザイン（イヴァン・ビリビン）

フェヴローニヤとグリーシカは森に逃げこむが、グリーシカは罪の恐れから発狂して去る。フェヴローニヤがひとり眠ると、森は形を変え、異形の鳥たちはフェヴローニヤがもうすぐ死ぬことを歌う。やがて公子の霊が現れ、フェヴローニヤの霊を見えざる街へと導く。
見えざる街に着いたフェヴローニヤと公子は中断された結婚式の続きを行う。フェヴローニヤはグリーシカを救うように懇願し、見えざる街で永遠の生を得ることを望む。

## 組曲
マクシミリアン・シテインベルクによって編曲された演奏会用の管弦楽組曲がある。前奏曲、第2幕の花嫁の行列、第3幕のケルジェネツの戦い、第4幕のフェヴローニヤの死と見えざる街への巡礼の4曲から構成される。

## その他
1904年当時リムスキー＝コルサコフの門下にいたイーゴリ・ストラヴィンスキーは、オペラのスコア作成を手伝った。スコアの校正の仕事はその後同門下のマクシミリアン・シテインベルクに委ねられた。1905年末のクリスマス・プレゼントとしてリムスキー＝コルサコフはストラヴィンスキーに本作のヴォーカル・スコアを贈っている。
イヴァン・イヴァノフ＝ヴァノとユーリ・ノルシュテインの短編アニメーション映画『ケルジェネツの戦い』（1971年）は、本作品の管弦楽部分を使用し、タタールとキーテジの戦いを主に描いている。中世ロシアのフレスコ画をストップモーションでそのまま動かしている。